# Селенид лантана
Селенид лантана — бинарное неорганическое соединение металла лантана и селена
с формулой LaSe,
кристаллы.

## Получение
- Спекание триселенида дилантана и лантана в инертной атмосфере или вакууме:

{\displaystyle {\mathsf {La_{2}Se_{3}+La\ {\xrightarrow {600-1100^{o}C}}\ 3LaSe}}}

## Физические свойства
Селенид лантана образует кристаллы 
кубической сингонии,
пространственная группа F m3m,
параметры ячейки a = 0,6051 нм, Z = 4.